# Le Paradoxe du temps
Le Paradoxe du temps est le sixième tome de la série littéraire Artemis Fowl, écrite par Eoin Colfer.

## Synopsis
Après son retour des Limbes, Artemis Fowl essaye de mener une vie normale et honnête, avec ses frères jumeaux Becket et Myles. Malheureusement, Angeline, la mère d'Artemis est atteinte d'une étrange maladie et risque de mourir sous peu. Désespéré, Artemis appelle Holly Short à l'aide. Celle-ci vient d'échapper à l'explosion d'un kraken, énorme mammifère préhistorique inoffensif sauf quand il mue. Celle-ci comprend vite que la maladie est une forme de peste magique, nommée la Magitropie, qui a frappé la population féérique il y a des années. L'ingrédient nécessaire à l'antidote est un lémurien soyeux, un animal disparu depuis qu'Artemis, huit ans auparavant, a vendu le dernier spécimen à un groupe d'Extinctionnistes.
Artemis décide alors de remonter le temps pour se voler le lémurien à lui-même. Il persuade Holly de venir avec lui en lui faisant croire qu'elle est responsable de la maladie de sa mère. Le démon sorcier no 1 ouvre un tunnel temporel et Artemis et Holly retournent dans le passé. Le plan apparemment très simple se complique lorsque Artemis le Vieux se rend compte que ses souvenirs sont très flous. D'emblée, lui et Holly sont capturés par Butler et Artemis le Jeune. Ils parviennent à se libérer grâce à l'aide de Mulch Diggums, le nain kleptomane, auquel l'Artemis du futur a fait laisser un message dans le passé.
Mulch creuse un tunnel pour entrer dans la cage du lémurien, mais Artemis le Jeune a déplacé les cages et nos trois héros surgissent dans la cage d'un gorille, qui agresse violemment Artemis. Holly utilise la magie pour faire fuir l'animal et guérir Artemis ; les deux s'embrassent. Dans la confusion, Artemis le Jeune parvient à voler le lémurien. Celui-ci s'échappe peu après et grimpe au sommet d'un pylône électrique. Artemis le Vieux revêt une combinaison de technicien, grimpe au sommet du pylône et récupère le lémurien ; mais, lors ue son lui du passé menace d'ordonner à Butler de tuer l'animal, Artemis préfère le lui laisser.
Artemis, Holly et Mulch cambriolent une cachette des FAR pour récupérer une navette et suivre Artemis le Jeune, qui se rend au Maroc afin de vendre le lémurien aux Extinctionnistes. En vol, Artemis, déchiré par la culpabilité, révèle à Holly qu'il lui a menti et qu'elle n'est pas responsable de la maladie de sa mère. Celle-ci le prend extrêmement mal. et se sent trahie. Artemis se rattrape un peu en lui permettant d'envoyer un message hologramme à Julius Root, décédé dans le futur.
Au Maroc, Artemis le Jeune rencontre le Docteur Kronski, chef des Extinctionnistes, dans la médina de Fés, et lui vend le lémurien. Mulch parvient à récupérer le lémurien, Holly intervient, mais Artemis le Vieux a encore une fois sous-estimé son ancien lui et Butler capture Holly. Artemis le Jeune la vend alors (cinq millions en diamants) à Kronski, tout excité de pouvoir éliminer une créature aussi étrange. Artemis le Vieux décide d'infiltrer le repaire des Extinctionnistes. Artemis le Jeune est tiraillé par le remords et décide de faire demi-tour pour réparer son erreur.
Ceux-ci, après un grand banquet, organisent en effet un simulacre de procès au cours duquel ils jugent l'animal coupable' de l'année avant de l'exécuter. Artemis se porte volontaire pour jouer le rôle de l'avocat de Holly, et en profite pour faire croire à tout le monde qu'elle n'est qu'une enfant humaine que Kronski a modifié par chirurgie. Profitant du tumulte causé par ce scandale, il libère Holly. Butler intervient et tire sur les gardes, provoquant une panique générale. Holly s'enfuit, mais Artemis se bat contre Kronski qui le jette dans la fosse à feu servant à exécuter les animaux.
Holly fuit jusqu'à la médina de Fès, point de rendez-vous convenu avec Artemis. Acculée par les gardes de Kronski, elle ne doit son salut qu'à l'intervention d'Artemis le Jeune, qui dilapide les diamants reçus de Kronski pour distraire les gardes. Holly est attaquée par Kronski lui-même, mais elle utilise sa magie pour guérir son anosmie et il s'effondre, terrassé par les odeurs désagréables des tanneries du souk. Holly se rend compte que Kronski a été mesmérisé : de toute évidence, une fée se cache derrière les Extinctionnistes.
Pendant ce temps, Artemis, à sa grande surprise, a survécu. Il se retrouve alors face à Opale Koboï, la géniale félutine maléfique (qu'il a déjà affrontée deux fois, même si elle ne le sait pas encore). Celle-ci a besoin du liquide rachidien du lémurien pour élaborer une potion qui lui donnera de puissants pouvoirs magiques. Artemis parvient à s'échapper, libère l'ensemble des animaux prétendument exécutés par les Extinctionnistes, retrouve Holly et tous s'envolent vers le manoir des Fowl, lieu d'ouverture du tunnel temporel. Opale, qui a aspergé Artemis d'une balise radioactive, les suit. En arrivant en Irlande, elle efface la mémoire de Mulch Diggums (ce qui explique qu'il ne reconnaisse pas Artemis lors du premier tome de la série) en aspirant ses souvenirs.
Revenus en Irlande, Artemis et Holly congédient Mulch et se préparent à revenir dans leur époque. Mais ils sont alors confrontés par Artemis le Jeune qui exige des explications.
De retour dans le présent, le tunnel temporel se ferme et no 1 est soulagé en voyant revenir Artemis et Holly. Artemis se précipite dans la chambre de sa mère pour la guérir. Mais il réalise vite qu'elle n'est pas malade : elle est en réalité manipulée par Opale Koboï, qui a emprunté le tunnel temporel et en est sortie quelques jours avant pour mettre en place toute cette machination. (D'où un beau paradoxe temporel plus tard expliqué par Artemis : s'il n'avait pas tenté de guérir sa mère, il ne serait pas revenu dans le passé, et donc Opale ne serait pas passée dans le futur, et donc sa mère n'aurait pas été malade...). Alors qu'Opale se vante de son intelligence, Artemis lui demande de regarder quel âge il a : elle réalise alors, paniquée, qu'il s'agit en réalité de l'Artemis du passé, et qu'il y a donc en même temps un autre Artemis. En effet, dans le passé, Artemis le Vieux a décidé de tout révéler à son ancien lui pour lui demander son aide.
Dans le présent, Butler, mesmérisé par Opale, neutralise Holly et no 1 (en les jetant dans un tonneau rempli de graisse animale). Mais, lorsqu'Opale lui ordonne de tirer sur Artemis le Jeune, il parvient à résister, faisant une nouvelle fois la preuve de sa force de volonté. Il brise le mesmer, mais cela provoque un arrêt cardiaque. Artemis le Jeune utilise un défibrillateur pour le réanimer. Pendant ce temps, Artemis le Vieux parvient à déjouer le système de sécurité du manoir et à tirer sur Opale avec une fléchette anesthésiante.
Celle-ci s'enfuit quelques instants, mais ne va pas tarder à revenir pour s'emparer du lémurien. La situation est catastrophique : Holly et no 1 n'ont plus de magie, Butler est inconscient. Artemis le Vieux décide alors de s'enfuir pour protéger les autres en attirant Opale à sa suite : il prend le lémurien et utilise un Cessna modifié avec des panneaux solaires. Opale, de plus en plus furieuse, le suit en volant. Artemis parvient à la retarder quelque peu en lui tirant une fusée de détresse dans le casque, mais la magie d'Opale est trop puissante et elle guérit presque instantanément. Au terme d'une course-poursuite mouvementée, Artemis se pose - ou plutôt s'écrase - non loin de l'ancien emplacement de l'île d'Hybras, à l'endroit où il est revenu des Limbes. Il fuit vers un piton rocheux au large de la côte. En courant, il laisse tomber le lémurien et Opale, triomphante, s'en empare... avant de réaliser qu'il s'agit d'une peluche et qu'Artemis l'a encore dupée. Alors qu'elle écume de rage et qu'elle décide de tuer le jeune humain, celui-ci utilise un pointeur laser pour faire exploser le piton rocheux sur lequel elle se tient, qui est en réalité un kraken.
Holly retrouve Artemis et le guérit avant de le ramener au manoir. Tout est bien qui finit bien : Artemis le Jeune a été renvoyé dans le passé après que no 1 a effacé ses souvenirs, la mère d'Artemis est guérie et, grâce au lémurien, les fées vont pouvoir éradiquer définitivement la Magitropie. Toutefois, plusieurs difficultés planent à l'horizon : la mère d'Artemis se souvient de tout et il va donc être forcé de lui confier ses secrets ; Holly et Artemis pensent tous les deux avec regret au baiser qu'ils ont échangé et se demandent ce que cela va changer dans leur amitié ; et surtout, Opale Koboï a survécu à l'explosion et s'est échappée, prête à commettre de nouveaux méfaits...
Dans l'épilogue du roman, Artemis le Jeune se réveille dans son lit. Il a tout oublié des évènements qu'il vient de vivre, mais se souvient d'avoir fait un rêve au sujet d'une fée : on devine que c'est ainsi qu'il a pour la première fois l'idée de kidnapper une fée, ce qui ferme la boucle en retombant sur le début du premier tome.

## Nouveaux personnages
- Les jumeaux Beckett Fowl et Myles Fowl, frères d'Artemis Fowl II
- Le Dr. Kronski, président d'une organisation appelée les Extinctionnistes

## Éditions
- Traduction : Jean Esch.
- Première édition française :
  - Éditions Gallimard Jeunesse, collection Hors série Littérature, le 18 juin 2009, format Broché, 420 pages  (ISBN 978-2-0706-2302-0).
- Édition poche :
  - Éditions Gallimard, collection Folio Junior, le 7 mai 2010, 470 pages  (ISBN 978-2070623037).